# Liste der Stolpersteine in der Normandie

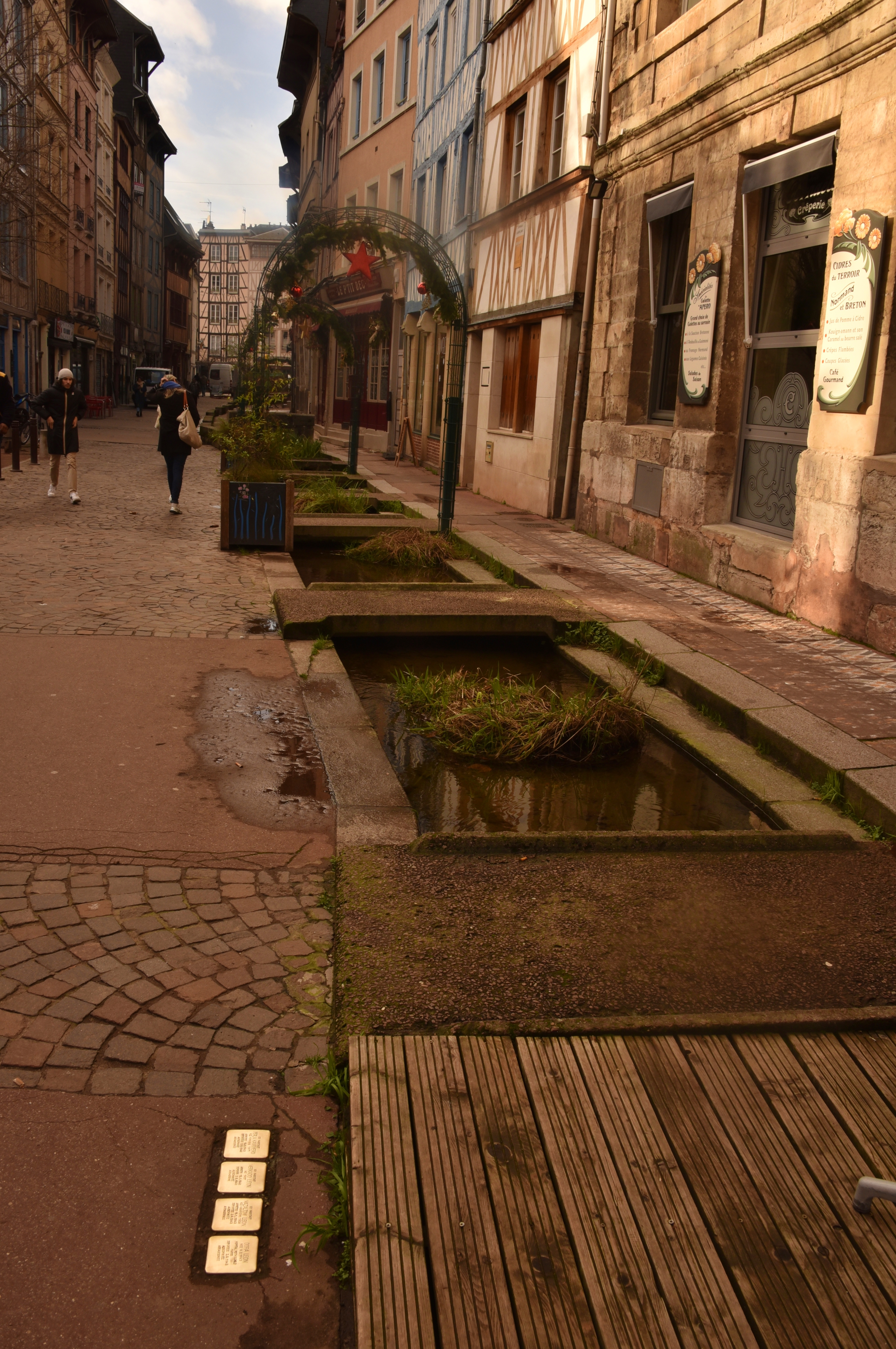
Stolpersteine in Rouen

Die Liste der Stolpersteine in der Normandie listet Stolpersteine in der französischen Region Normandie auf. Stolpersteine erinnern an das Schicksal der Menschen, die von den Nationalsozialisten ermordet, deportiert, vertrieben oder in den Suizid getrieben wurden. Die Stolpersteine wurden vom Kölner Künstler Gunter Demnig konzipiert und werden im Regelfall von ihm selbst verlegt. Meistens liegen die Stolpersteine vor dem letzten selbstgewählten Wohnort des Opfers.
Die erste Verlegung – eines einzelnen Stolpersteins – in dieser Region erfolgte am 11. November 2019 in Thue et Mue.

## Verlegte Stolpersteine

### Bernay
In Bernay, einer Gemeinde im Département Eure, wurden sechs Stolpersteine verlegt, alle an derselben Adresse.
| Stolperstein | Übersetzung | Verlegeort        | Name, Leben                         |
| ------------ | --- | ----------------- | ----------------------------------- |
|              | HIER WOHNTE DENISE CLAIRE LEVY GEBOREN 1923 VERHAFTET 22.10.1943 INTERNIERT DRANCY DEPORTIERT 20.11.1943 AUSCHWITZ ERMORDET 23.11.1943      | Rue Thiers Bernay | Denise Claire Levy (1923–1943)      |
|              | HIER WOHNTE ELIANE FRANCOISE LEVY GEBOREN 1925 VERHAFTET 22.10.1943 INTERNIERT DRANCY DEPORTIERT 20.11.1943 AUSCHWITZ ERMORDET 23.11.1943   | Rue Thiers Bernay | Eliane Francoise Levy (1925–1943)   |
|              | HIER WOHNTE FERDINAND FELIX LEVY GEBOREN 1892 GFEASST ENTKOMMEN                                                                             | Rue Thiers Bernay | Ferdinand Felix Levy (1925–1943)    |
|              | HIER WOHNTE JEANNE LEVY SIMSOHN GEBOREN 1896 VERHAFTET 22.10.1943 INTERNIERT DRANCY DEPORTIERT 20.11.1943 AUSCHWITZ ERMORDET 23.11.1943     | Rue Thiers Bernay | Jeanne Levy Simsohn (1896–1943)     |
|              | HIER WOHNTE JULES PHILIPPE SIMSOHN GEBOREN 1887 VERHAFTET 22.10.1943 INTERNIERT DRANCY DEPORTIERT 20.11.1943 AUSCHWITZ ERMORDET 23.11.1943  | Rue Thiers Bernay | Jules Philippe Simsohn (1887–1943)  |
|              | HIER WOHNTE JULIETTE SIMSOHN WEIGER GEBOREN 1886 VERHAFTET 22.10.1943 INTERNIERT DRANCY DEPORTIERT 20.11.1943 AUSCHWITZ ERMORDET 23.11.1943 | Rue Thiers Bernay | Juliette Simsohn Weiger (1886–1943) |

### Bihorel
In Bihorel, einer Gemeinde im Département Seine-Maritime,  wurden an einer Adresse sechs Stolpersteine verlegt. Die Gemeinde liegt im Ballungsraum nördlich von Rouen. Der Verlegeort hieß früher Rue Philippe Pétain.
| Stolperstein | Übersetzung                                                                                              | Verlegeort                       | Name, Leben                                     |
| ------------ | --- | -------------------------------- | ----------------------------------------------- |
|              | HIER WOHNTE ALICE LEVY GEBOREN 1932 VERHAFTET 15.1.1943 DEPORTIERT 13.2.1943 AUSCHWITZ ERMORDET          | 20, rue de la Libération Bihorel | Alice Levy (1932–1943/45)                       |
|              | HIER WOHNTE JEAN LEVY GEBOREN 1897 VERHAFTET NOV. 1942 DEPORTIERT 13.2.1943 AUSCHWITZ ERMORDET           | 20, rue de la Libération Bihorel | Jean Levy (1897–1943/45)                        |
|              | HIER WOHNTE NATHAN LEVY GEBOREN 1863 VERHAFTET 15.1.1943 DEPORTIERT 13.2.1943 AUSCHWITZ ERMORDET         | 20, rue de la Libération Bihorel | Nathan Levy (1863–1943/45)                      |
|              | HIER WOHNTE RACHEL LEVY GEB. DAVIDOVICI 1901 VERHAFTET 15.1.1943 DEPORTIERT 13.2.1943 AUSCHWITZ ERMORDET | 20, rue de la Libération Bihorel | Rachel Levy, geborene Davidovici (1901–1943/45) |
|              | HIER WOHNTE RAYMOND LEVY GEBOREN 1936 VERHAFTET 15.1.1943 DEPORTIERT 13.2.1943 AUSCHWITZ ERMORDET        | 20, rue de la Libération Bihorel | Raymond Levy (193e–1943/45)                     |
|              | HIER WOHNTE SUZANNE LEVY GEBOREN 17.12.1940 VERHAFTET 15.1.1943 DEPORTIERT 13.2.1943 AUSCHWITZ ERMORDET  | 20, rue de la Libération Bihorel | Suzanne Levy (1940–1943/45)                     |

### Bois Guillaume
In Bois Guillaume, einer Gemeinde im Département Seine-Maritime, wurden an einer Adresse fünf Stolpersteine verlegt. Die Gemeinde liegt im Ballungsraum nördlich von Rouen.
| Stolperstein | Übersetzung                                                                                             | Verlegeort                                  | Name, Leben                                  |
| ------------ | --- | ------------------------------------------- | -------------------------------------------- |
|              | HIER WOHNTE ANNIE ERDELYI GEBOREN 25.1.1941 VERHAFTET 15.1.1943 DEPORTIERT 11.2.1943 AUSCHWITZ ERMORDET | 62, rue du Commandant Dubois Bois-Guillaume | Annie Rose Erdelyi (1941–1943/45)            |
|              | HIER WOHNTE BETTY ERDELYI GEBOREN 1938 VERHAFTET 15.1.1943 DEPORTIERT 11.2.1943 AUSCHWITZ ERMORDET      | 62, rue du Commandant Dubois Bois-Guillaume | Betty Erdelyi (1938–1943/45)                 |
|              | HIER WOHNTE GEORGES ERDELYI GEBOREN 1908 VERHAFTET 15.1.1943 DEPORTIERT 11.2.1943 AUSCHWITZ BEFREIT     | 62, rue du Commandant Dubois Bois-Guillaume | Georges Erdelyi (1908–1979)                  |
|              | HIER WOHNTE MICHELE ERDELYI GEBOREN 1939 VERHAFTET 15.1.1943 DEPORTIERT 11.2.1943 AUSCHWITZ ERMORDET    | 62, rue du Commandant Dubois Bois-Guillaume | Michèle Erdelyi (1939–1943/45)               |
|              | HIER WOHNTE NESEA ERDELYI GEB. CATAF 1911 VERHAFTET 15.1.1943 DEPORTIERT 11.2.1943 AUSCHWITZ ERMORDET   | 62, rue du Commandant Dubois Bois-Guillaume | Nesea Erdelyi, geborene Cataf (1911–1943/45) |

### Duclair
In Duclair wurden zehn Stolpersteine an fünf Adressen verlegt. 
| Stolperstein | Übersetzung | Verlegeort                                           | Name, Leben                       |
| ------------ | --- | ---------------------------------------------------- | --------------------------------- |
|              | HIER WOHNTE MAURICE BUISSON GEBOREN 1911 KRIEGSGEFANGENER SAGAN ENTWICHEN NEUERLICH GEFASST MISSHANDELT REPATRIIERT 26.8.1945 TOT 11.10.1945 PARIS | 142, rue de Verdun Duclair                           | Maurice Buisson (1911–1945)       |
|              | HIER WOHNTE EUGENE EDDE GEBOREN 1906 KRIEGSGEFANGENER MÜLHEIM AN DER RUHR ERSCHOSSEN 14.3.1945 OEWINGHAUSEN                                        | 142, rue de Verdun Duclair                           | Eugène Edde (1906–1945)           |
|              | HIER WOHNTE RAYMOND FOUCAULT GEBOREN 1920 ZWANGSARBEIT LUDWIGSHAFEN TOT 3.9.1944                                                                   | ggü. 380, Quai de la liberation Duclair              | Raymond Foucault (1920–1944)      |
|              | HIER WOHNTE RAYMOND LACHERAY GEBOREN 1907 KRIEGSGEFANGENER DORTMUND MISSHANDELT TOT 12.3.1945                                                      | Place du General de Gaulle Hotel de Ville du Duclair | Raymond Lacheray (1907–1945)      |
|              | HIER WOHNTE PAUL LEFEBVRE GEBOREN 1907 KRIEGSGEFANGENER DORTMUND ROUEN, COMPIEGNE DEPORTIERT 1942 AUSCHWITZ ERMORDET 15.9.1942                     | 274, rue Jules Ferry Duclair                         | Paul Lefebvre (1907–1942)         |
|              | HIER WOHNTE GASTON LEVASSEUR GEBOREN 1919 WIDERSTANDSKÄMPFER VERHAFTET AUGUST 1944 FÜSILIERT 28.8.1944 MONT-CAUVAIRE                               | Place du General de Gaulle Hotel de Ville du Duclair | Gaston Levasseur (1919–1944)      |
|              | HIER WOHNTE JEAN NEEL GEBOREN 1923 ZWANGSARBEIT BERLIN-KÖPENICK TOT 27.1.1944                                                                      | 142, rue de Verdun Duclair                           | Jean Neel (1923–1944)             |
|              | HIER WOHNTE GEORGES PHILIPPON GEBOREN 1904 VERHAFTET 8.3.1944 INTERNIERT COMPIEGNE DEPORTIERT 1944 AUSCHWITZ BUCHENWALD BEFREIT                    | Place du General de Gaulle Hotel de Ville du Duclair | Georges Philippon (1904–)         |
|              | HIER WOHNTE MARCEL PONTY GEBOREN 1920 ZWANGSARBEIT LUDWIGSHAFEN TOT 3.9.1944                                                                       | ggü. 380, Quai de la liberation Duclair              | Marcel Ponty (1920–1944)          |
|              | HIER WOHNTE OTTO FERNAND ULRIKSON GEBOREN 1899 FÜSILIERT 12.8.1944 FELDGENDARMERIE                                                                 | Parc des Eaux Duclair                                | Otto Fernand Ulrikson (1899–1944) |

### Elbeuf
In Elbeuf, einer Stadt im Département Seine-Maritime, wurden an vier Adressen insgesamt 13 Stolpersteine verlegt.
| Stolperstein | Übersetzung                                                                                               | Verlegeort                          | Name, Leben                                        |
| ------------ | --- | ----------------------------------- | -------------------------------------------------- |
|              | HIER WOHNTE FANNY BATAKES GEB. NUPEL 1872 VERHAFTET 15.1.1943 DEPORTIERT 11.2.1942 AUSCHWITZ ERMORDET     | 25ter, cours Carnot Elbeuf          | Fanny Batakes, geborene Nupel (1872–1942/45)       |
|              | HIER WOHNTE JEAN KATZBURG GEBOREN 1927 VERHAFTET 15.1.1943 DEPORTIERT 2.9.1943 AUSCHWITZ ERMORDET         | 6, rue Céleste Elbeuf               | Jean Katzburg (1927–1943/45)                       |
|              | HIER WOHNTE LILLY KATZBURG GEB. DUBSKY 1900 VERHAFTET 15.1.1943 DEPORTIERT 2.9.1943 AUSCHWITZ ERMORDET    | 6, rue Céleste Elbeuf               | Lilly Katzburg (1900–1943/45)                      |
|              | HIER WOHNTE NICOLAS KATZBURG GEBOREN 1891 VERHAFTET 15.1.1943 DEPORTIERT 2.9.1943 AUSCHWITZ ERMORDET      | 6, rue Céleste Elbeuf               | Nicolas Katzburg (1891–1943/45)                    |
|              | HIER WOHNTE SARAH ROTMENTZ GEBOREN 1922 VERHAFTET 15.1.1943 DEPORTIERT 25.3.1943 SOBIBOR ERMORDET         | 4, rue de la Rochelle Elbeuf        | Sarah Rotmentz (1922–1943/45)                      |
|              | HIER WOHNTE ANNA SENDER GEBOREN 1919 VERHAFTET 15.1.1943 DEPORTIERT 13.2.1943 AUSCHWITZ ERMORDET          | 44, rue du Général de Gaulle Elbeuf | Anna Sender (1919–1943/45)                         |
|              | HIER WOHNTE MAURICE SENDER GEBOREN 1905 VERHAFTET 6.5.1942 DEPORTIERT 22.6.1942 AUSCHWITZ ERMORDET        | 44, rue du Général de Gaulle Elbeuf | Maurice Sender (1905–1942/45)                      |
|              | HIER WOHNTE CHANA SENDERS GEB. KAC 1904 VERHAFTET 15.1.1943 DEPORTIERT 13.2.1943 AUSCHWITZ ERMORDET       | 44, rue du Général de Gaulle Elbeuf | Chana Senders, geborene Kac (1904–1943/45)         |
|              | HIER WOHNTE GERMAINE SENDERS GEBOREN 1904 VERHAFTET 15.1.1943 DEPORTIERT 13.2.1943 AUSCHWITZ ERMORDET     | 25ter, cours Carnot Elbeuf          | Germaine Senders (1904–1943/45)                    |
|              | HIER WOHNTE JEAN SENDERS GEBOREN 1936 VERHAFTET 15.1.1943 DEPORTIERT 13.2.1943 AUSCHWITZ ERMORDET         | 25ter, cours Carnot Elbeuf          | Jean Senders (1936–1943/45)                        |
|              | HIER WOHNTE SERGE SENDERS GEBOREN 1936 VERHAFTET 15.1.1943 DEPORTIERT 13.2.1943 AUSCHWITZ ERMORDET        | 44, rue du Général de Gaulle Elbeuf | Serge Senders (1936–1943/45)                       |
|              | HIER WOHNTE SIMON SENDERS GEBOREN 1902 VERHAFTET 6.5.1942 DEPORTIERT 22.6.1942 AUSCHWITZ ERMORDET         | 44, rue du Général de Gaulle Elbeuf | Simon Senders (1902–1942/45)                       |
|              | HIER WOHNTE DINA VICQUELIN GEB. KARATCHOUN 1900 VERHAFTET 15.1.1943 DEPORTIERT 25.3.1943 SOBIBOR ERMORDET | 4, rue de la Rochelle Elbeuf        | Dina Vicquelin, geborene Karatchoun (1900–1943/45) |

### Fécamp
Im Mai 2022 wurden in Fécamp drei Stolpersteine verlegt.
| Stolperstein | Übersetzung | Verlegeort                 | Name, Leben                                    |
| ------------ | --- | -------------------------- | ---------------------------------------------- |
|              | HIER WOHNTE BELLA POCHEZ GEB. WEILL 1888 VERHAFTET 21.1.1943 INTERNIERT IN DRANCY DEPORTIERT 13.2.1943 AUSCHWITZ ERMORDET            | 29, rue des Prés Fécamp    | Bella Pochez geb. Weill (1888-1943)            |
|              | HIER WOHNTE FRIMET FERNANDE LICHT GEB. KLINGER 1889 VERHAFTET 28.5.1943 INTERNIERT IN DRANCY DEPORTIERT 13.2.1943 AUSCHWITZ ERMORDET | 5, rue Henri-Dunant Fécamp | Frimet Fernande Licht geb. Klinger (1889-1943) |
|              | HIER WOHNTE ISAAC LEON LICHT GEBOREN 1886 VERHAFTET 28.5.1943 INTERNIERT IN DRANCY DEPORTIERT 13.2.1943 AUSCHWITZ ERMORDET           | 5, rue Henri-Dunant Fécamp | Isaac Leon Licht (1886-1943)                   |

### Langrune-sur-Mer
In Langrune-sur-Mer, einer Gemeinde im Département Calvados, wurden an vier Adressen insgesamt fünf Stolpersteine verlegt.
| Stolperstein | Übersetzung | Verlegeort                                     | Name, Leben                                     |
| ------------ | --- | ---------------------------------------------- | ----------------------------------------------- |
|              | HIER WOHNTE JEAN GUITTARD GEBOREN 1921 ZWANGSARBEIT MISSHANDELT GESTORBEN 16.2.1944 BRACKWEDE                                                            | 25, promenade Aristide Briand Langrune-sur-Mer | Jean Guittard (1900–1943/45)                    |
|              | HIER WOHNTE PIERRE HARIVEL GEBOREN 1900 VERHAFTET 24.6.1944 INTERNIERT LE MANS DEPORTIERT 1944 NEUENGAMME ERMORDET 19.1.1945 WILHELMSHAVEN               | 53, rue de la Mer Langrune-sur-Mer             | Pierre Harivel (1900–1945)                      |
|              | HIER WOHNTE IRENE RAOULT GEB. BODIN-HULLIN 1890 VERHAFTET 1.3.1944 INTERNIERT ROUEN, COMPIEGNE DEPORTIERT 1944 SAARBRÜCKEN ERMORDET 8.3.1945 RAVENSBRÜCK | 13, rue Mare Dupuy Langrune-sur-Mer            | Irène Raoult, geborene Bodin-Hullin (1890–1945) |
|              | HIER WOHNTE MARCEL RAOULT GEBOREN 1885 VERHAFTET 1.3.1944 DEPORTIERT 1944 ERMORDET 15.1.1945 NEUENGAMME                                                  | 13, rue Mare Dupuy Langrune-sur-Mer            | Marcel Raoult (1885–1945)                       |
|              | HIER WOHNTE HENRI RENOBERT GEBOREN 1922 VERHAFTET 30.6.1943 INTERNIERT COMPIEGNE DEPORTIERT BUCHENWALD ERMORDET 16.12.1943 DORA                          | 4, route de Tailleville Langrune-sur-Mer       | Henri Renobert (1922–1943)                      |

### Le Havre
In Le Havre 27 Stolpersteine an zwölf Adressen.
| Stolperstein | Übersetzung | Verlegeort                           | Name, Leben |
| ------------ | --- | ------------------------------------ | --- |
|              | HIER WOHNTE HELENE ABRAHAM GEBOREN 1893 VERHAFTET 16.1.1943 DEPORTIERT SOBIBOR ERMORDET 25.3.1943                 | 13, Rue de Neustrie Le Havre         | Hélène Abraham geb. Fiszlewicz (1893-1943) |
|              | HIER WOHNTE PAUL ABRAHAM GEBOREN 1891 VERHAFTET 16.1.1943 DEPORTIERT SOBIBOR ERMORDET 25.3.1943                   | 13, Rue de Neustrie Le Havre         | Paul Abraham (1891-1943) |
|              | HIER WOHNTE MARC BERNHEIM GEBOREN 1888 VERHAFTET 15.1.1943 DEPORTIERT SOBIBOR ERMORDET 30.3.1943                  | 143, Rue de Paris Le Havre           | Marc Bernheim (1888-1943) |
|              | HIER WOHNTE SIMON FDIDA GEBOREN 1916 VERHAFTET 25.2.1942 DEPORTIERT 18.7.1943 AUSCHWITZ BEFREIT                   | 20, rue Henry Genestal Le Havre      | Simon Fdida (1916-) |
|              | HIER WOHNTE BEILA FOURMANN GEBOREN 1892 VERHAFTET 22.11.1942 DEPORTIERT 13.2.1943 AUSCHWITZ ERMORDET 15.2.1943    | 17, rue des Drapiers Le Havre        | Beila Fourmann (1892-1943) |
|              | HIER WOHNTE DAVID FOURMANN GEBOREN 1913 VERHAFTET 26.2.1942 DEPORTIERT 19.7.1943 AUSCHWITZ ERMORDET 1.1.1944      | 35, rue Frédéric Bellanger Le Havre  | David Fourmann (1913-1944) |
|              | HIER WOHNTE LEIBISCH FOURMANN GEBOREN 1886 VERHAFTET 22.11.1942 DEPORTIERT 13.2.1943 AUSCHWITZ ERMORDET 15.2.1943 | 17, rue des Drapiers Le Havre        | Leibisch Fourmann (1886-1943) |
|              | HIER WOHNTE ANNA FUCHS GEBOREN 1887 VERHAFTET 18.11.1942 DEPORTIERT 1943 SOBIBOR ERMORDET 30.3.1943               | 130, Cours de la République Le Havre | Anna Fuchs (1887-1943) |
|              | HIER WOHNTE MADELEINE FUCHS GEBOREN 1915 VERHAFTET 18.11.1942 DEPORTIERT 1943 SOBIBOR ERMORDET 30.3.1943          | 130, Cours de la République Le Havre | Madeleine Fuchs (1915-1943) |
|              | HIER WOHNTE MARIE FUCHS GEBOREN 1912 VERHAFTET 18.11.1942 DEPORTIERT 1943 AUSCHWITZ ERMORDET 11.5.1944            | 130, Cours de la République Le Havre | Marie Fuchs (1912-1944) |
|              | HIER WOHNTE SIMONE FUCHS GEBOREN 1913 VERHAFTET 18.11.1942 DEPORTIERT 1943 SOBIBOR ERMORDET 30.3.1943             | 130, Cours de la République Le Havre | Simone Fuchs (1913-1943) |
|              | HIER WOHNTE PAULINE LEDERMANN GEBOREN 1877 VERHAFTET 16.1.1943 DEPORTIERT AUSCHWITZ ERMORDET 18.2.1943            | 10, Rue Léon Cassadour Le Havre      | Pauline Ledermann |
|              | HIER WOHNTE SIFRA LETCHINKO GEBOREN 1903 VERHAFTET 9.10.1942 DEPORTIERT AUSCHWITZ ERMORDET 11.11.1942             | 26, Rue Montesquieu Le Havre         | Sifra Letchinko (1903–1942) |
|              | HIER WOHNTE ANDRE LOEB GEBOREN 1905 VERHAFTET 16.1.1943 DEPORTIERT 1943 SOBIBOR ERMORDET 25.3.1943                | 10, Rue Léon Cassadour Le Havre      | André Loeb |
|              | HIER WOHNTE JEAN LOEB GEBOREN 1933 VERHAFTET 16.1.1943 DEPORTIERT 1943 SOBIBOR ERMORDET 25.3.1943                 | 10, Rue Léon Cassadour Le Havre      | Jean Loeb |
|              | HIER WOHNTE MINA LOEB GEBOREN 1901 VERHAFTET 16.1.1943 DEPORTIERT 1943 SOBIBOR ERMORDET 25.3.1943                 | 10, Rue Léon Cassadour Le Havre      | Mina Loeb |
|              | HIER WOHNTE DENISE MEYER GEBOREN 1896 VERHAFTET 6.2.1944 DEPORTIERT 3.5.1944 THERESIENSTADT BEFREIT               | 5, place Léon Meyer Le Havre         | Denise Meyer (1896-) |
|              | HIER WOHNTE LEON MEYER GEBOREN 1868 VERHAFTET 6.2.1944 DEPORTIERT 3.5.1944 THERESIENSTADT BEFREIT                 | 5, place Léon Meyer Le Havre         | Léon Meyer (1868-1948) war von 1919 bis 1941 Bürgermeister der Stadt. Im Stadtzentrum von Le Havre ist ein Platz, auf dem eine Büste von ihm steht, nach ihm benannt. |
|              | HIER WOHNTE SUZANNE MEYER GEBOREN 1875 VERHAFTET 6.2.1944 DEPORTIERT 3.5.1944 THERESIENSTADT BEFREIT              | 5, place Léon Meyer Le Havre         | Suzanne Meyer (1875-) |
|              | HIER WOHNTE GÉRARD MORPAIN GEBOREN 1897 VERHAFTET 6.6.1941 FÜSILIERT 7.4.1942 MONT-VALÉRIEN                       | 2 bis, rue Jean-Paul Sartre Le Havre | Gérard Morpain (1897-1942). In Le Havre trägt eine Straße seinen Namen.                                                                                               |
|              | HIER WOHNTE JANINE ONIJAS GEBOREN 1934 VERHAFTET 16.7.1942 DEPORTIERT 19.8.1942 AUSCHWITZ ERMORDET 24.8.1942      | 31, rue des Drapiers Le Havre        | Janine Onijas (1934-1942) |
|              | HIER WOHNTE LISA ONIJAS GEBOREN 1907 VERHAFTET 16.7.1942 DEPORTIERT 3.8.1942 AUSCHWITZ ERMORDET 8.8.1942          | 31, rue des Drapiers Le Havre        | Lisa Onijas (1907-1942) |
|              | HIER WOHNTE MOÏSE ONIJAS GEBOREN 1903 VERHAFTET 16.7.1942 DEPORTIERT 31.7.1942 AUSCHWITZ ERMORDET [...] 1942      | 31, rue des Drapiers Le Havre        | Moïse Onijas (1903-1942) |
|              | HIER WOHNTE ANTOINE SILBERSTEIN GEBOREN 1900 VERHAFTET 1.7.1943 DEPORTIERT 31.7.1943 AUSCHWITZ ERMORDET 2.8.1943  | 96, cours de la République Le Havre  | Antoine Silberstein (1900-1943) |
|              | HIER WOHNTE ROSALIE SILBERSTEIN GEBOREN 1903 VERHAFTET 1.7.1943 DEPORTIERT 31.7.1943 AUSCHWITZ ERMORDET 2.8.1943  | 96, cours de la République Le Havre  | Rosalie Silberstein (1903-1943) |
|              | HIER WOHNTE VIOLETTE SILBERSTEIN GEBOREN 1925 VERHAFTET 1.7.1943 DEPORTIERT 31.7.1943 AUSCHWITZ BEFREIT           | 96, cours de la République Le Havre  | Violette Silberstein (1925-) |
|              | HIER WOHNTE DORA SWYCK GEBOREN 1889 VERHAFTET 11.2.1943 DEPORTIERT 2.3.1943 AUSCHWITZ ERMORDET 7.3.1943           | 31, rue des Drapiers Le Havre        | Dora Swyck (1889-1943) |

### Pont-Audemer
In Pont-Audemer, einer Gemeinde im Département Eure, wurden zwei Stolpersteine verlegt, beide an derselben Adresse.
| Stolperstein | Übersetzung | Verlegeort                       | Name, Leben                                       |
| ------------ | --- | -------------------------------- | ------------------------------------------------- |
|              | HIER WOHNTE BRONISLAWA ASZENDORF GEB. REDNER 1907 VERHAFTET 13.7.1942 INTERNIERT PITHIVIERS DEPORTIERT 3.8.1942 AUSCHWITZ ERMORDET   | 23, place de Verdun Pont-Audemer | Bronislawa Aszendorf, geborene Redner (1907–1942) |
|              | HIER WOHNTE ISAAC ASZENDORF GEBOREN 1902 VERHAFTET 13.7.1942 INTERNIERT PITHIVIERS DEPORTIERT 31.7.1942 AUSCHWITZ ERMORDET 21.9.1942 | 23, place de Verdun Pont-Audemer | Isaac Aszendorf (1902–1942)                       |

### Rouen
In Rouen wurden 70 Stolpersteine verlegt.
| Stolperstein | Übersetzung | Verlegeort                                                           | Name, Leben                                     |
| ------------ | --- | -------------------------------------------------------------------- | ----------------------------------------------- |
|              | HIER WOHNTE MEYER ABRAMOVITCH GEBOREN 1901 VERHAFTET 6.5.1942 DEPORTIERT 22.6.1942 AUSCHWITZ ERMORDET              | 6, rue Écuyère                                                       | Meyer Abramovitch genannt Maurice               |
|              | HIER WOHNTE MICHEL ABRAMOVITCH GEBOREN 1937 VERHAFTET 15.1.1943 DEPORTIERT 13.2.1943 AUSCHWITZ ERMORDET            | 6, rue Écuyère                                                       | Michel Abramovitch                              |
|              | HIER WOHNTE MONIQUE ABRAMOVITCH GEBOREN 1930 VERHAFTET 15.1.1943 DEPORTIERT 13.2.1943 AUSCHWITZ ERMORDET           | 6, rue Écuyère                                                       | Monique Abramovitch                             |
|              | HIER WOHNTE SUZANNE ABRAMOVITCH GEBOREN 1905 VERHAFTET 15.1.1943 DEPORTIERT 13.2.1943 AUSCHWITZ ERMORDET           | 6, rue Écuyère                                                       | Suzanne Abramovitch                             |
|              | HIER WOHNTE CLAUDE BIGARD GEBOREN 1924 VERHAFTET 6.5.1942 DEPORTIERT 22.6.1942 AUSCHWITZ ERMORDET                  | 45, rue de Reims                                                     | Claude Bigard                                   |
|              | HIER WOHNTE ANNA BURSTIN GEB. BLANFELD 1898 VERHAFTET 15.1.1943 DEPORTIERT 13.2.1943 AUSCHWITZ ERMORDET            | 43, rue Victor Hugo                                                  | Anna Burstin geb. Blanfeld                      |
|              | HIER WOHNTE CLARA BURSTIN GEBOREN 1923 VERHAFTET 15.1.1943 DEPORTIERT 13.2.1943 AUSCHWITZ ERMORDET                 | 43, rue Victor Hugo                                                  | Clara Burstin                                   |
|              | HIER WOHNTE GINETTE BURSTIN GEBOREN 1926 VERHAFTET 21.3.1944 LIMOGES DEPORTIERT 13.4.1944 AUSCHWITZ BEFREIT        | 43, rue Victor Hugo                                                  | Ginette Burstin                                 |
|              | HIER WOHNTE OSIAS BURSTIN GEBOREN 1893 VERHAFTET 21.3.1944 LIMOGES FÜSILIERT 27.2.1944 SAINTE-MARIE-DE-CHIGNAC     | 43, rue Victor Hugo                                                  | Osias Samuel Burstin                            |
|              | HIER WOHNTE MONIQUE COFMAN GEBOREN 1939 VERHAFTET 9.10.1942 DEPORTIERT 6.11.1942 AUSCHWITZ ERMORDET                | 69, rue d’Amiens                                                     | Monique Cofman                                  |
|              | HIER WOHNTE OVSU COFMAN GEBOREN 1907 VERHAFTET 6.5.1942 DEPORTIERT 18.7.1943 AUSCHWITZ ERMORDET                    | 69, rue d’Amiens                                                     | Ovsu Cofman                                     |
|              | HIER WOHNTE RACHEL COFMAN GEB. STOCZYK 1906 VERHAFTET 9.10.1942 DEPORTIERT 6.11.1942 AUSCHWITZ ERMORDET            | 69, rue d’Amiens                                                     | Rachel Cofman geb. Stoczyk                      |
|              | HIER WOHNTE CHARLES DREIER GEBOREN 1901 VERHAFTET 6.5.1942 DEPORTIERT 22.6.1942 AUSCHWITZ ERMORDET                 | 48-50, rue Beauvoisine                                               | Charles Dreier                                  |
|              | HIER WOHNTE FRANCINE DREIER GEBOREN 1928 VERHAFTET 17.1.1943 DEPORTIERT 13.2.1943 AUSCHWITZ ERMORDET               | 48-50, rue Beauvoisine                                               | Francine Dreier                                 |
|              | HIER WOHNTE MALKA MARY DREIER GEB. LEIZEROVITCH 1902 VERHAFTET 13.10.1942 DEPORTIERT 13.2.1943 AUSCHWITZ ERMORDET  | 48-50, rue Beauvoisine                                               | Malka Mary Dreier geb. Leizerovitch             |
|              | HIER WOHNTE ALBERT ESKENAZI GEBOREN 1935 VERHAFTET 15.1.1943 DEPORTIERT 11.2.1943 AUSCHWITZ ERMORDET               | 4, rue d’Amiens                                                      | Albert Eskenazi                                 |
|              | HIER WOHNTE ALLEGRE ESKENAZI GEBOREN 1932 VERHAFTET 15.1.1943 DEPORTIERT 11.2.1943 AUSCHWITZ ERMORDET              | 4, rue d’Amiens                                                      | Allègre Eskenazi                                |
|              | HIER WOHNTE BEHOR ESKENAZI GEBOREN 1898 VERHAFTET 6.5.1942 DEPORTIERT 14.9.1942 AUSCHWITZ ERMORDET                 | 4, rue d’Amiens                                                      | Behor Eskenazi                                  |
|              | HIER WOHNTE DOUDOU ESKENAZI GEB. MALKI 1900 VERHAFTET 15.1.1943 DEPORTIERT 11.2.1943 AUSCHWITZ ERMORDET            | 4, rue d’Amiens                                                      | Doudou Eskenazi geb. Malki                      |
|              | HIER WOHNTE LEON ESKENAZI GEBOREN 1937 VERHAFTET 15.1.1943 DEPORTIERT 11.2.1943 AUSCHWITZ ERMORDET                 | 4, rue d’Amiens                                                      | Léon Eskenazi                                   |
|              | HIER WOHNTE NISSIM ESKENAZI GEBOREN 1928 VERHAFTET EVREUX DEPORTIERT 11.2.1943 AUSCHWITZ ERMORDET                  | 4, rue d’Amiens                                                      | Nissim Eskenazi                                 |
|              | HIER WOHNTE ROSE ESKENAZI GEBOREN 1930 VERHAFTET 15.1.1943 DEPORTIERT 11.2.1943 AUSCHWITZ ERMORDET                 | 4, rue d’Amiens                                                      | Rose Eskenazi                                   |
|              | HIER WOHNTE ALBERT ETTINGER GEBOREN 1921 VERHAFTET 6.5.1942 DEPORTIERT 22.6.1942 AUSCHWITZ ERMORDET                | 8-10, rue Eau-de-Robec                                               | Albert Ettinger                                 |
|              | HIER WOHNTE HANTZA ETTINGER GEB. SCHILMANN 1893 VERHAFTET 10.10.1942 DEPORTIERT 13.2.1943 AUSCHWITZ ERMORDET       | 8-10, rue Eau-de-Robec                                               | Hantza Ettinger geb. Schilmann                  |
|              | HIER WOHNTE HENRI ETTINGER GEBOREN 1916 VERHAFTET 6.5.1942 DEPORTIERT 22.6.1942 AUSCHWITZ ERMORDET                 | 8-10, rue Eau-de-Robec                                               | Henri Ettinger                                  |
|              | HIER WOHNTE IDA ETTINGER GEBOREN 1923 VERHAFTET 10.10.1942 DEPORTIERT 13.2.1943 AUSCHWITZ ERMORDET                 | 8-10, rue Eau-de-Robec                                               | Hantza Ettinger geb. Schilmann                  |
|              | HIER WOHNTE JACQUES ETTINGER GEBOREN 1918 VERHAFTET 6.5.1942 DEPORTIERT 23.9.1942 AUSCHWITZ ERMORDET               | 8-10, rue Eau-de-Robec                                               | Jacques Ettinger                                |
|              | HIER WOHNTE LISA ETTINGER GEBOREN 1914 VERHAFTET 15.1.1943 DEPORTIERT 13.2.1943 AUSCHWITZ ERMORDET                 | 8-10, rue Eau-de-Robec                                               | Lisa Ettinger                                   |
|              | HIER WOHNTE MAURICE ETTINGER GEBOREN 1929 VERHAFTET 10.10.1942 DEPORTIERT 13.2.1943 AUSCHWITZ ERMORDET             | 8-10, rue Eau-de-Robec                                               | Maurice Ettinger                                |
|              | HIER WOHNTE NATHAN ETTINGER GEBOREN 1890 VERHAFTET 6.5.1942 DEPORTIERT 22.6.1942 AUSCHWITZ ERMORDET                | 8-10, rue Eau-de-Robec                                               | Nathan Ettinger                                 |
|              | HIER WOHNTE ODETTE ETTINGER GEBOREN 1925 VERHAFTET 15.1.1943 DEPORTIERT 13.2.1943 AUSCHWITZ ERMORDET               | 8-10, rue Eau-de-Robec                                               | Odette Ettinger                                 |
|              | HIER WOHNTE PINKUS ETTINGER GEBOREN 1889 VERHAFTET 6.5.1942 DEPORTIERT 22.6.1942 AUSCHWITZ ERMORDET                | Rue Martainville / Rue Marin Le Pigny (vormals 36, rue Martainville) | Pinkus Ettinger                                 |
|              | HIER WOHNTE COLETTE FRAUENTHAL GEBOREN 1932 VERHAFTET 15.1.1943 DEPORTIERT 18.7.1943 AUSCHWITZ ERMORDET            | 7, rue Tabouret                                                      | Colette Frauenthal                              |
|              | HIER WOHNTE LUCIE FRAUENTHAL GEB. SIERADZIG 1891 VERHAFTET 15.1.1943 DEPORTIERT 18.7.1943 AUSCHWITZ ERMORDET       | 7, rue Tabouret                                                      | Lucie Frauenthal geb. Sieradzig                 |
|              | HIER WOHNTE RENE FRAUENTHAL GEBOREN 1920 VERHAFTET 6.5.1942 DEPORTIERT 22.6.1942 AUSCHWITZ ERMORDET                | 7, rue Tabouret                                                      | René Frauenthal                                 |
|              | HIER WOHNTE SALOMON FRAUENTHAL GEBOREN 1883 VERHAFTET 25.4.1942 DEPORTIERT 18.7.1943 AUSCHWITZ ERMORDET            | 7, rue Tabouret                                                      | Salomon Frauenthal                              |
|              | HIER WOHNTE GERMAINE GANON GEB. HAKIM 1907 VERHAFTET 1944 TOULOUSE DEPORTIERT 7.3.1944 AUSCHWITZ ERMORDET          | 40, rue Armand-Carrel                                                | Germaine Ganon geb. Hakim                       |
|              | HIER WOHNTE LINA GANON GEBOREN 1931 VERHAFTET 24.5.1944 VICHY DEPORTIERT 30.6.1944 AUSCHWITZ ERMORDET              | 40, rue Armand-Carrel                                                | Lina Ganon                                      |
|              | HIER WOHNTE RENEE GANON GEBOREN 1930 VERHAFTET 24.5.1944 VICHY DEPORTIERT 30.6.1944 AUSCHWITZ ERMORDET             | 40, rue Armand-Carrel                                                | Renee Ganon                                     |
|              | HIER WOHNTE BEILA GERSZT GEB. ROTBARDT 1910 VERHAFTET 4.1.1944 FORMERIE DEPORTIERT 20.1.1944 AUSCHWITZ ERMORDET    | 44b, rue de la République                                            | Beila Gerszt geb. Rotbardt                      |
|              | HIER WOHNTE CHAIM GERSZT GEB. 1904 VERHAFTET 6.5.1944 FORMERIE DEPORTIERT 22.6.1944 AUSCHWITZ ERMORDET             | 44b, rue de la République                                            | Chaim Gerszt                                    |
|              | HIER WOHNTE DAVID GERSZT GEB. 1937 VERHAFTET 4.1.1944 FORMERIE DEPORTIERT 20.1.1944 AUSCHWITZ ERMORDET             | 44b, rue de la République                                            | David Gerszt                                    |
|              | HIER WOHNTE NATHAN GERSZT GEB. 1934 VERHAFTET 4.1.1944 FORMERIE DEPORTIERT 20.1.1944 AUSCHWITZ ERMORDET            | 44b, rue de la République                                            | Nathan Gerszt                                   |
|              | HIER WOHNTE IDA HALFON GEB. LEIZEROVITCH 1905 VERHAFTET 15.1.1943 DEPORTIERT 13.2.1943 AUSCHWITZ ERMORDET          | 48-50, rue Beauvoisine                                               | Ida Halfon geb. Leizerovitch                    |
|              | HIER WOHNTE PERLA KAVAYERO GEB. HINNING 1871 VERHAFTET 15.1.1943 DEPORTIERT 2.9.1943 AUSCHWITZ ERMORDET            | 174, rue Eau-de-Robec Rouen                                          | Perla Kavayero, geborene Hinning (1871–1943/45) |
|              | HIER WOHNTE ARI KOFMAN GEB. 1933 VERHAFTET 9.10.1942 DEPORTIERT 6.11.1942 AUSCHWITZ ERMORDET                       | 32, rue des Augustins                                                | Ari Kofman                                      |
|              | HIER WOHNTE ELIE KOFMAN GEB. 1927 VERHAFTET 9.10.1942 DEPORTIERT 6.11.1942 AUSCHWITZ ERMORDET                      | 32, rue des Augustins                                                | Elie Kofman                                     |
|              | HIER WOHNTE SIMON KOFMAN GEB. 1900 VERHAFTET 8.5.1942 DEPORTIERT 22.6.1942 AUSCHWITZ ERMORDET                      | 32, rue des Augustins                                                | Simon Kofman                                    |
|              | HIER WOHNTE TZIPRA KOFMAN GEB. KOFMAN 1902 VERHAFTET 9.10.1942 DEPORTIERT 6.11.1942 AUSCHWITZ ERMORDET             | 32, rue des Augustins                                                | Tzipra Kofman geb. Kofman                       |
|              | HIER WOHNTE MARGUERITE LEHMANN GEBOREN 1880 VERHAFTET 15.1.1943 DEPORTIERT 13.2.1943 AUSCHWITZ ERMORDET            | 6, rue Écuyère                                                       | Marguerite Lehmann geb. Weill                   |
|              | HIER WOHNTE HAYA LEIZEROVITCH GEB. RUDERMAN 1875 VERHAFTET 15.1.1943 DEPORTIERT 13.2.1943 AUSCHWITZ ERMORDET       | 48-50, rue Beauvoisine                                               | Haya Leizerovitch geb. Ruderman                 |
|              | DORA LEON GEB. 8.2.1943 HOPITAL ROTHSCHILD PARIS DEPORTIERT 2.9.1943 AUSCHWITZ ERMORDET                            | 174, rue Eau-de-Robec Rouen                                          | Dora Leon (1943–1943/45)                        |
|              | HIER WOHNTE MAZALTOW LEON GEB. KAVAYERO 1908 VERHAFTET 15.1.1943 DEPORTIERT 2.9.1943 AUSCHWITZ ERMORDET            | 174, rue Eau-de-Robec Rouen                                          | Mazaltow Leon, geborene Kavayero (1908–1943/45) |
|              | HIER WOHNTE MERKADO LEON GEB. 1907 VERHAFTET 15.1.1943 DEPORTIERT 2.9.1943 AUSCHWITZ ERMORDET                      | 174, rue Eau-de-Robec Rouen                                          | Merkado Leon (1907–1943/45)                     |
|              | HIER WOHNTE ELIE RECHTCHAFT GEB. 1902 VERHAFTET 6.5.1942 DEPORTIERT 22.6.1942 AUSCHWITZ ERMORDET                   | 3, rue de la Motte                                                   | Elie Rechtchaft                                 |
|              | HIER WOHNTE FREJDA RECHTCHAFT GEB. RECHTMAN 1908 VERHAFTET 20.7.1942 CREIL DEPORTIERT 23.9.1942 AUSCHWITZ ERMORDET | 3, rue de la Motte                                                   | Frejda Rechtchaft geb. Rechtman                 |
|              | HIER WOHNTE HELENE RECHTCHAFT GEB. 1926 VERHAFTET 15.1.1943 DEPORTIERT 13.2.1943 AUSCHWITZ ERMORDET                | 3, rue de la Motte                                                   | Hélène Rechtchaft                               |
|              | HIER WOHNTE NELLY RECHTCHAFT GEB. 1929 VERHAFTET 15.1.1943 DEPORTIERT 13.2.1943 AUSCHWITZ ERMORDET                 | 3, rue de la Motte                                                   | Nelly Rechtchaft                                |
|              | HIER WOHNTE BERNARD RYBSTEIN GEB. 1933 VERHAFTET 4.1.1944 COMPIEGNE DEPORTIERT 20.1.1944 AUSCHWITZ ERMORDET        | 8, rue de l’Amiral Cécille                                           | Bernard Rybstein                                |
|              | HIER WOHNTE HENRI RYBSTEIN GEB. 1930 VERHAFTET 4.1.1944 COMPIEGNE DEPORTIERT 20.1.1944 AUSCHWITZ ERMORDET          | 8, rue de l’Amiral Cécille                                           | Henri Rybstein                                  |
|              | HIER WOHNTE LEON RYBSTEIN GEB. 1899 VERHAFTET 22.6.1941 COMPIEGNE DEPORTIERT 14.9.1942 AUSCHWITZ ERMORDET          | 8, rue de l’Amiral Cécille                                           | Léon Isidore Rybstein                           |
|              | HIER WOHNTE RUCHLA RYBSTEIN GEB. MIREL 1901 VERHAFTET OKT. 1942 THOUROTTE DEPORTIERT 4.11.1942 AUSCHWITZ ERMORDET  | 8, rue de l’Amiral Cécille                                           | Ruchla Rybstein geb. Mirel                      |
|              | HIER WOHNTE HENRI SZLAKOWSKI GEB. 1928 VERHAFTET 15.1.1943 DEPORTIERT 13.2.1943 AUSCHWITZ ERMORDET                 | 28, rue du Renard                                                    | Henri Szlakowski                                |
|              | HIER WOHNTE JEAN SZLAKOWSKI GEB. 1926 VERHAFTET 17.1.1943 DEPORTIERT 13.2.1943 AUSCHWITZ ERMORDET                  | 28, rue du Renard                                                    | Jean Szlakowski                                 |
|              | HIER WOHNTE MAURICE SZLAKOWSKI GEB. 1888 VERHAFTET 6.5.1942 DEPORTIERT 22.6.1942 AUSCHWITZ ERMORDET                | 28, rue du Renard                                                    | Maurice Szlakowski                              |
|              | HIER WOHNTE PERLA SZLAKOWSKI GEB. FALKOWICZ 1893 VERHAFTET 15.1.1943 DEPORTIERT 13.2.1943 AUSCHWITZ ERMORDET       | 28, rue du Renard                                                    | Perla Szlakowski geb. Falkowicz                 |
|              | HIER WOHNTE SOPHIE SZLAKOWSKI GEB. 1932 VERHAFTET 15.1.1943 DEPORTIERT 13.2.1943 AUSCHWITZ ERMORDET                | 28, rue du Renard                                                    | Sophie Szlakowski                               |
|              | HIER WOHNTE EDITH WETSZTEIN GEBOREN 1939 VERHAFTET 15.1.1943 DEPORTIERT 13.2.1943 AUSCHWITZ ERMORDET               | 74, rue des Bons-Enfants                                             | Edith Wetsztein                                 |
|              | HIER WOHNTE ITA WETSZTEIN GEB. ALTER 1910 VERHAFTET 15.1.1943 DEPORTIERT 13.2.1943 AUSCHWITZ ERMORDET              | 74, rue des Bons-Enfants                                             | Ita Wetsztein                                   |
|              | HIER WOHNTE REGINE WETSZTEIN GEBOREN 1932 VERHAFTET 15.1.1943 DEPORTIERT 13.2.1943 AUSCHWITZ ERMORDET              | 74, rue des Bons-Enfants                                             | Régine Wetsztein                                |

### Saint-Aubin-sur-Mer
In Saint-Aubin-sur-Mer, einer Gemeinde im Département Calvados, wurde ein Stolperstein verlegt.
| Stolperstein | Übersetzung | Verlegeort                            | Name, Leben                  |
| ------------ | --- | ------------------------------------- | ---------------------------- |
|              | HIER WOHNTE MAURICE MONDHARD GEBOREN 1899 VERHAFTET 8.5.1942 INTERNIERT COMPIEGNE DEPORTIERT AUSCHWITZ ERMORDET 15.9.1942 | 8, rue des Tennis Saint-Aubin-sur-Mer | Maurice Mondhard (1899–1942) |

### Sotteville-lès-Rouen
In Sotteville-lès-Rouen wurden 13 Stolpersteine verlegt.
| Stolperstein | Übersetzung | Verlegeort                                           | Name, Leben                      |
| ------------ | --- | ---------------------------------------------------- | -------------------------------- |
|              | HIER WOHNTE JACQUES COHEN GEBOREN 1882 VERHAFTET FEB. 1943 FORMERIE DEPORTIERT 2.3.1943 AUSCHWITZ ERMORDET        | 9, Rue Armand Carrel (vormals 35, Rue Armand Carrel) | Jacques Cohen                    |
|              | HIER WOHNTE MATHILDE COHEN GEB. MENACHE 1905 VERHAFTET JAN. 1943 FORMERIE DEPORTIERT 20.1.1943 AUSCHWITZ ERMORDET | 9, Rue Armand Carrel (vormals 35, Rue Armand Carrel) | Mathilde Cohen geb. Menache      |
|              | HIER WOHNTE VICTOR COHEN GEBOREN 1928 VERHAFTET JAN. 1943 FORMERIE DEPORTIERT 20.1.1943 AUSCHWITZ ERMORDET        | 9, Rue Armand Carrel (vormals 35, Rue Armand Carrel) | Victor Cohen                     |
|              | HIER WOHNTE ESTREA GARGUIR GEB. SCHIMOULA 1874 VERHAFTET 15.1.1943 DEPORTIERT 11.2.1943 AUSCHWITZ ERMORDET        | 48, Rue du Cours                                     | Estrea Garguir geb. Schimoula    |
|              | HIER WOHNTE DIAMANTE KAVAYERO GEBOREN 1932 VERHAFTET 15.1.1943 DEPORTIERT 11.2.1943 AUSCHWITZ ERMORDET            | 48, Rue du Cours                                     | Diamante Kavayero                |
|              | HIER WOHNTE ELIE KAVAYERO GEBOREN 1928 VERHAFTET 15.1.1943 DEPORTIERT 11.2.1943 AUSCHWITZ ERMORDET                | 48, Rue du Cours                                     | Élie Kavayero                    |
|              | HIER WOHNTE ESTHER KAVAYERO GEBOREN 1926 VERHAFTET 15.1.1943 DEPORTIERT 11.2.1943 AUSCHWITZ ERMORDET              | 48, Rue du Cours                                     | Esther Kavayero                  |
|              | HIER WOHNTE MOISE KAVAYERO GEBOREN 1898 VERHAFTET 15.1.1943 DEPORTIERT 11.2.1943 AUSCHWITZ ERMORDET               | 48, Rue du Cours                                     | Moïse Kavayero                   |
|              | HIER WOHNTE PERLA KAVAYERO GEB. GARGUIR 1900 VERHAFTET 15.1.1943 DEPORTIERT 11.2.1943 AUSCHWITZ ERMORDET          | 48, Rue du Cours                                     | Perla Kavayero geb. Garguir      |
|              | HIER WOHNTE SARAH KAVAYERO GEBOREN 1923 VERHAFTET 15.1.1943 DEPORTIERT 11.2.1943 AUSCHWITZ ERMORDET               | 48, Rue du Cours                                     | Sarah Kavayero                   |
|              | HIER WOHNTE SUZANNE KAVAYERO GEBOREN 1936 VERHAFTET 15.1.1943 DEPORTIERT 11.2.1943 AUSCHWITZ ERMORDET             | 48, Rue du Cours                                     | Suzanne Kavayero                 |
|              | HIER WOHNTE KALO MIZRAHI GEBOREN 1909 VERHAFTET 15.1.1943 DEPORTIERT 11.2.1943 AUSCHWITZ ERMORDET                 | 31, Rue du Cours Sotteville-les-Rouen                | Kalo Mizrahi (1909–1943/1945)    |
|              | HIER WOHNTE RAPHAEL MIZRAHI GEBOREN 1908 VERHAFTET 23.8.1941 PARIS DEPORTIERT 14.9.1942 AUSCHWITZ ERMORDET        | 31, Rue du Cours Sotteville-les-Rouen                | Raphael Mizrahi (1909–1942/1945) |

### Thue et Mue
In Bretteville-l’Orgueilleuse, einer früher selbständigen Gemeinde, heute Ortsteil von Thue et Mue, wurde am 11. November 2019 ein Stolperstein verlegt.
| Stolperstein | Übersetzung | Verlegeort                                    | Name, Leben           |
| ------------ | --- | --------------------------------------------- | --------------------- |
|              | HIER WOHNTE JEAN-PIERRE CATHERINE GEBOREN 1926 WIDERSTANDSKÄMPFER DEPORTIERT 25.11.1943 TOT 22.3.1945 NORDHAUSEN | Bretteville-l’Orgueilleuse, 41, rue de Bayeux | Jean-Pierre Catherine |

## Verlegedaten
- 11. November 2019: Thue et Mue
- September 2020: Rouen, Sotteville-lès-Rouen[20][21]
- September 2021: Rouen (2. Verlegung, Zusendung vom März 2021)
- 28. März 2022: Le Havre (13, Rue de Neustrie; 143, Rue de Paris; 130, Cours de la République; 10, Rue Léon Cassadour; 26, Rue Montesquieu), Rouen (dritte Verlegung), diesmal verlegt vom Künstler persönlich.[22]
- 7. Mai 2022: Fécamp
- 22. Juni 2023: Elbeuf
- 16. September 2023: Saint-Aubin-sur-Mer
- 7. April 2024: Bihorel, Bois Guillaume
- 8. April 2024: Pont-Audemer
- 9. April 2024: Bernay
- 2. Juni 2024: Langrune-sur-Mer
- 12. Mai 2025: Le Havre (96, cours de la République; 5, place Léon Meyer; 35, rue Frédéric Bellanger; 17, rue des Drapiers; 31, rue des Drapiers; 20, rue Henry Genestal; 2 bis, rue Jean-Paul Sartre)